# Байлюк Ієронім
Ієронім Байлюк (27 серпня 1897, м-ко (нині смт) Скала-Подільська, нині Чортківського району Тернопільської області — 15 листопада 1963, Прага, тепер Чехія) — український військовий і громадський діяч, інженер, діяч культури. Стрілець Українських січових стрільців (1916—1918), Української Галицької армії (кінець 1918—1919) та Армії УНР (1920).
Нагороджений Хрестом Симона Петлюри, Воєнним хрестом і Хрестом відродження.
Відповідно до українського законодавства може бути зарахований до борців за незалежність України у XX столітті.

## Життєпис
Закінчив 5 класів Академічної гімназії (Львів, 1914).
15 липня 1925 року в «Перебігу життя» писав:
| «В році 1919 [у складі Галицької армії] відступив на Україну та після різних переворотів 1920 року перейшов з бригадою генерала Кравса на територію ЧСР. До 1922 року перебував у Терезині. Весною того року начорно повернувся на Галичину, де був заарештований польською поліцією. По переведенню слідства, після трьохмісячної тюрми, був звільнений в Скалі. Тут працював в українських товариствах „Просвіта“, „Січ“ та був секретарем товариства „Рідна школа“. Восени того ж року під час виборів до сойму вдруге був арештований та обвинувачений в підпалах панських фільварків та належності до тайної військової організації. Після двохмісячної тюрми у Чорткові із-за браку доказів був звільнений. З того часу переслідуваний польською поліцією, примушений вдруге весною 1924 року тікати до ЧСР. Тут учащав на гімназично-реальні курси в Йозефові та 9 червня 1925 року зложив іспит зрілости.» |
Хворів на цукровий діабет.
Диплом інженера-економіста отримав в Українській Господарській академії в Подєбрадах 11 червня 1932 року. Його прізвище є в списку випускників УГА, які працювали в культурно-просвітньому, економічному і громадсько-політичному житті на землях Карпатської України та Пряшівщини.
Приятель скульптора Михайла Бринського й упорядник його скульптурної спадщини. Виконуючи його заповіт, передав через Василя Касіяна до музею в Івано-Франківську 48 скульптур разом із портретом. Портрет М. Бринського роботи українського художника Юрія Вовка та деякі його скульптури передав до рідного села М. Бринського (село Долина), де при місцевій бібліотеці засновано музей скульптора.
Нагороджений Хрестом Симона Петлюри, Воєнним хрестом і Хрестом відродження.